# شب کازینو
«شب کازینو» قسمت پایانی فصل دوم مجموعه تلویزیونی کمدی اداره و در کل قسمت بیست و هشتم این مجموعه است. این قسمت که توسط استیو کارل، که همچنین در نقش مایکل اسکات در این مجموعه بازی می‌کند و کن کواپیس کارگردانی و نوشته شده‌است در ۱۱ مه ۲۰۰۶ در ایالات متحده از شبکه ان‌بی‌سی پخش شد. بازیگران مهمان این قسمت نانسی کرل و ملورا هاردین بودند.
این مجموعه زندگی روزمره کارمندان زندگی روزمره کارمندانی در اسکرانتون، پنسیلوانیا در شرکت ساختگی داندر میفلین را به تصویر می‌کشد. در این قسمت، اداره میزبان یک شب کازینو است که مایکل اسکات سهواً دو معشوقه را به آن دعوت می‌کند. در همین حال، جیم هالپرت (جان کرازینسکی) تصمیم می‌گیرد به شعبه استمفورد منتقل شود و احساسات خود را نسبت به پم بیزلی (جنا فیشر) فاش می‌کند.
این قسمت نخستین قسمت از این مجموعه بود که به عنوان یک قسمت «فوق بزرگ» اجرا می‌شد، و شامل بیست و هشت دقیقه و بیست ثانیه محتوا به جای بیست دقیقه و سی ثانیه معیار بود. علاوه بر این، این قسمت اولین مجموعه ای بود که توسط کرل نوشته شد. او ایده این قسمت را به تهیه‌کننده اجرایی گرگ دانیلز پیشنهاد، که کاملاً از این ایده لذت برد و کار آن را آغاز کرد. «شب کازینو» همچنین به معرفی سوء استفاده‌های موسیقی کوین مالون، با بازی برایان بومگارتنر می‌پردازد. این قسمت با استقبال گسترده منتقدان تلویزیونی روبرو شد و در جمعیت بزرگسالان ۱۸ تا ۴۹ رتبه‌بندی نیلسن نمره ۳٬۹ را کسب کرد که توسط ۷٬۷ میلیون بیننده دیده شد. به‌طور کلی این قسمت هم از نظر منتقدان و هم از نظر تماشاگران یکی از بزرگترین قسمت‌های این مجموعه است.

## بازخوردها

### رتبه‌بندی
«شب کازینو» در ابتدا در ۱۱ مه ۲۰۰۶ از شبکه ان‌بی‌سی در ایالات متحده پخش شد. این قسمت در میان بزرگسالان بین ۱۸ تا ۴۹ سال دارای امتیاز ۳٬۹٫۱۰ بود. این بدان معناست که ۳٬۹ درصد از کل افراد ۱۸ تا ۴۹ ساله و ۱۰ درصد از همه افراد ۱۸ تا ۴۹ ساله در هنگام پخش تلویزیون آن را دیده‌اند. این قسمت توسط ۷٬۷ میلیون بیننده مشاهده شد.

### انتقادات
«شب کازینو» با استقبال گسترده منتقدان تلویزیونی روبرو شد. مایکل اسکیانامئا از تی‌وی اسکواد اظهار داشت که «این قسمت، پایان فصل، در یک‌کلام، درخشان بود. نمی‌توانستید راه بهتری برای اتصال خطوط داستانی که در طول یک فصل اتفاق افتاده‌است در حالی که خطوط جدید را همزمان باز می‌کنید، بخواهید.» اسکیانامئا در ادامه از نوشتن کارل و همچنین پیشرفت قوس‌های داستانی رابطه‌ها در داستان مجموعه تعریف کرد. برایان زورومسکی از آی‌جی‌ان دربارهٔ این قسمت اظهار داشت که «شب کازینو پر از توسعه داستان شخصیت‌ها، موقعیت‌های ناجور و لحظات خنده‌دار زیادی بود.» زورومسکی در نیمه دوم فصل دو و از اوج رسیدن آن در پایان فصل از گسترش روابط جیم و پم لذت برد. او همچنین از پیشرفت دو شخصیت کوچک کوین مالون و کرید برتن لذت برد و ستایش کرد. وی در نهایت به این قسمت نمره ده از ده را اعطا کرد که نشانگر «شاهکار» است.